# Włodzimierz (Rosja)

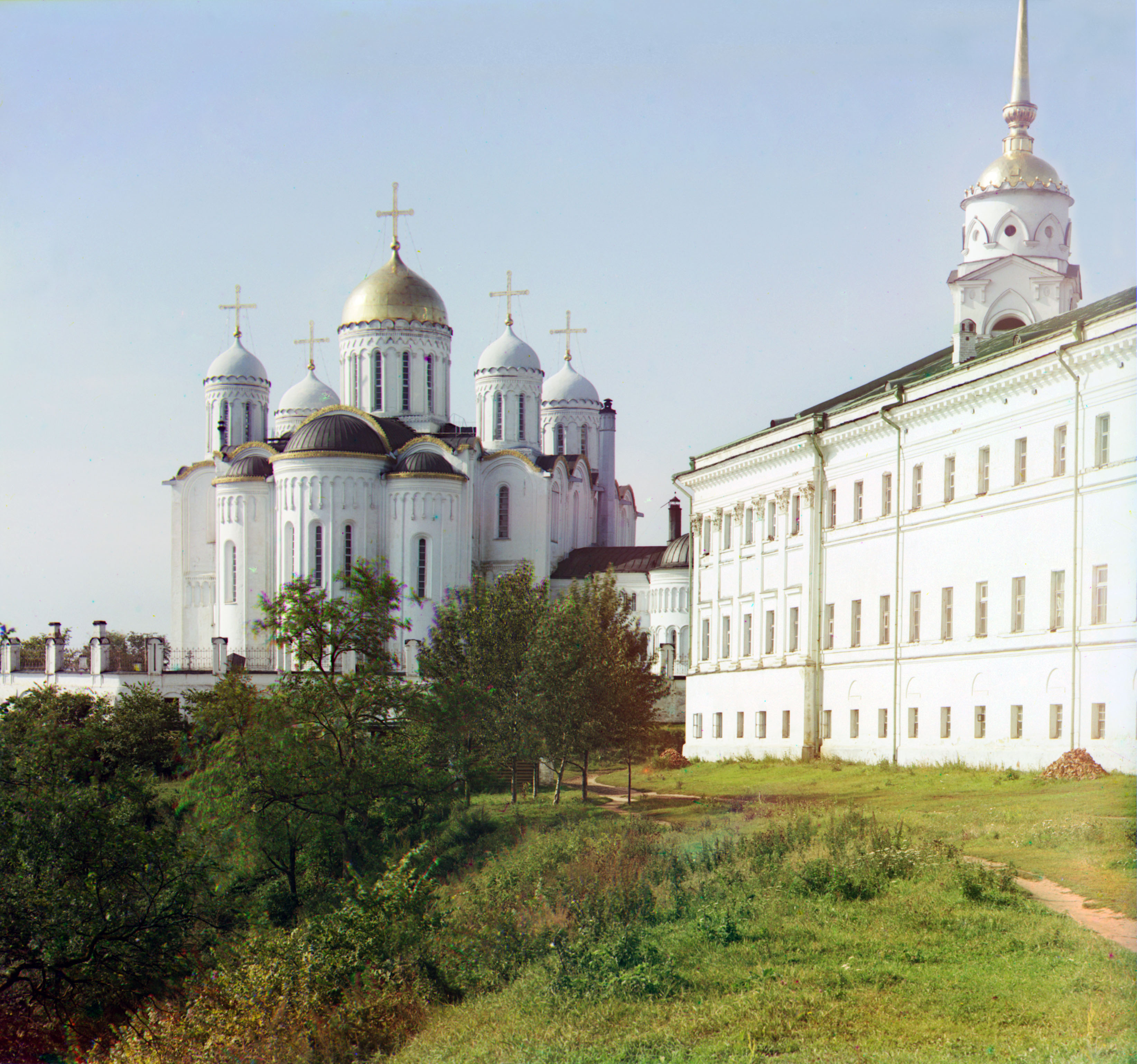
Katedra Zaśnięcia Matki Bożej (1912)

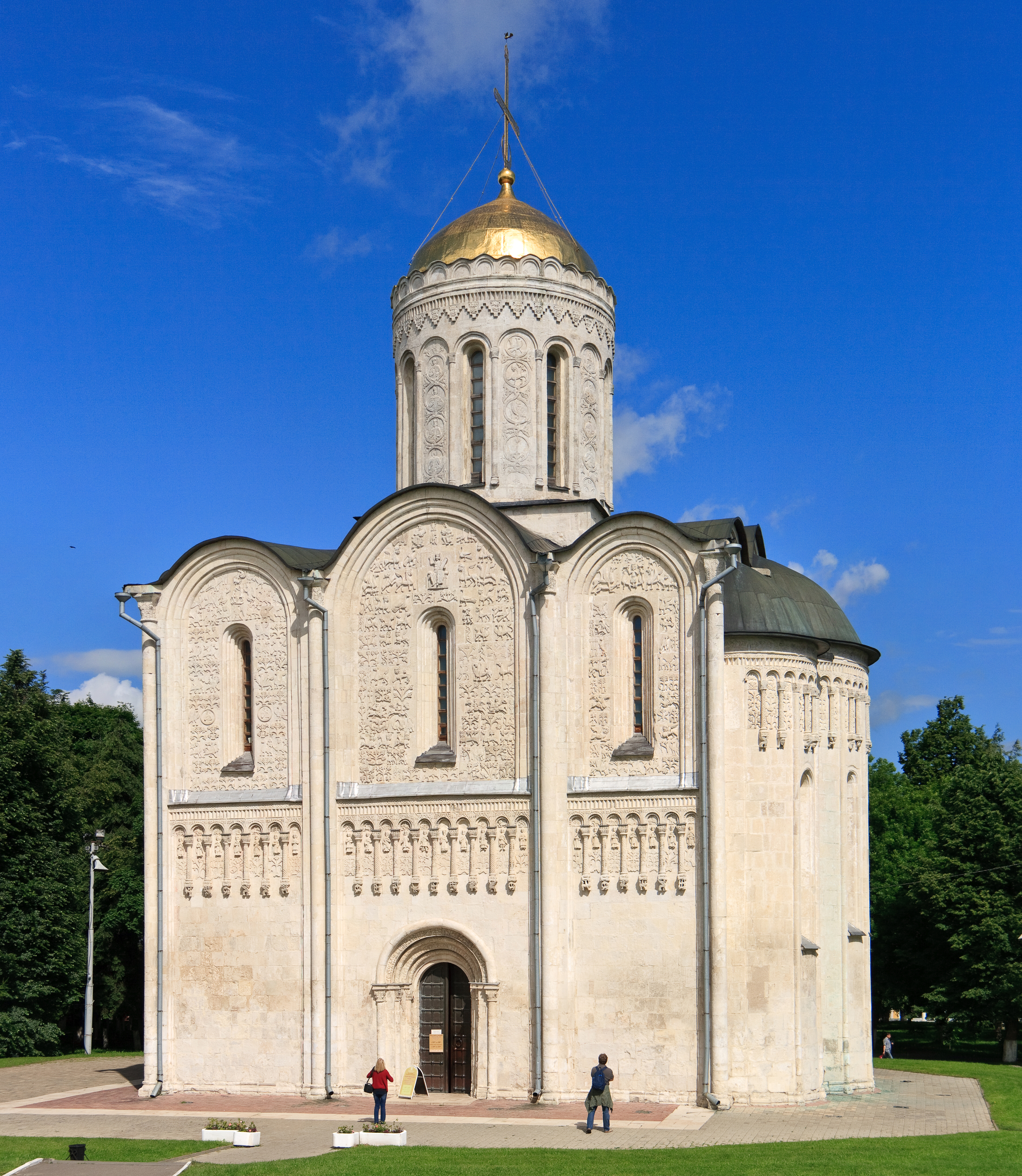
Sobór św. Dymitra (1911)

Włodzimierz (ros. Влади́мир, Władimir) – miasto w Rosji, stolica obwodu włodzimierskiego; leży nad Klaźmą (dopływ Oki), liczy około 356 tys. mieszkańców (2020).
W mieście rozwinął się przemysł elektromaszynowy, chemiczny, materiałów budowlanych, włókienniczy oraz spożywczy.

## Historia
Resztki najstarszej osady znalezione na terenie dzisiejszego miasta datowane są na 30 tys. lat p.n.e. W 990 n.e. książę kijowski Włodzimierz I Wielki założył gród będący początkiem współczesnego Włodzimierza. Miasto szybko się rozwijało i w 1157 stało się stolicą największego z północnych księstw Rusi – księstwa włodzimiersko-suzdalskiego kosztem starej stolicy, Suzdala. Pomimo zniszczeń spowodowanych najazdem Mongołów i zdobyciem grodu 7 lutego 1238 miasto dalej zyskiwało na znaczeniu, a po osiedleniu się tu w 1299 Maksyma, metropolity kijowskiego, uciekającego przed Mongołami, Włodzimierz był faktyczną duchową i symboliczną stolicą Rusi. Od początku XIV wieku wzrastająca rola Księstwa Moskiewskiego doprowadziła do powolnego upadku politycznego znaczenia Włodzimierza. W 1325 metropolita Piotr przeprowadził się z Włodzimierza do Moskwy. Ostatecznie niezawisłość księstwa włodzimierskiego zaniknęła w 1328, kiedy książę moskiewski Iwan I Kalita został jednocześnie władcą księstwa włodzimierskiego. Od tego momentu Włodzimierz był znaczącym miastem w obrębie księstwa moskiewskiego. W 1382 Włodzimierz spustoszyły wojska chana Tochtamysza, a w 1441 (według innych źródeł w 1412) armia rosyjsko-mongolska chana Tałycza. W 1614 pod miasto podszedł polski oddział pod dowództwem Aleksandra Lisowskiego, zniszczył on przedmieścia, jednak samego grodu nie zdobył. W XVIII wieku miasto zaczęło się znów szybko rozwijać jako stolica prowincji, a potem guberni. W 1744 ustanowiono tu siedzibę biskupstwa. W latach 1838–1840 mieszkał tu znany rosyjski polityk opozycyjny i pisarz Aleksandr Hercen, odbywający w mieście karę zesłania. Od 1861 połączony koleją z Moskwą. W okresie ZSRR na krótko (1929–1944) utracił status miasta obwodowego. W latach 20. i 30. XX wieku władze komunistyczne zniszczyły większość cerkwi, w tym część z XII wieku.

## Zabytki
We Włodzimierzu zachowała się znaczna część budowli z czasów świetności księstwa włodzimiersko-suzdalskiego, toteż jest to jedno z najciekawszych turystycznie miast Rosji. Zalicza się go do tzw. Złotego Pierścienia, czyli około dziesięciu miast centralnej Rosji o unikalnej architekturze i historycznym znaczeniu w dziejach kraju. Wszystkie zachowane zabytki z XII–XIII wieku zbudowano z białego wapienia wieku karbońskiego przywiezionego z północno-zachodniej części księstwa suzdalskiego, w pobliżu Moskwy.
- Sobór Zaśnięcia Matki Bożej (Успенский собор) powstał w latach 1158–1160 zbudowany przez mistrzów z Niemiec, przebudowany po wielkim pożarze w 1185, w okresie 1185-1189, od tego czasu praktycznie bez większych zmian. Fragmentarycznie zachowały się freski z XII–XIII wieku i znacznie bardziej kompletne freski najwybitniejszego artysty rosyjskiego średniowiecza Rublowa z 1408. W 1810 obok soboru postawiono dzwonnicę, na miejscu starej uszkodzonej przez piorun w 1806.

Od 1164 r. książęta włodzimierscy koronowali się w tej świątyni, dopiero książę Iwan III Srogi w 1462 przeniósł ceremonię do Moskwy. W tym też okresie świątynia była miejscem spoczynku zwłok wielkich kniaziów oraz miejscem synodów Cerkwi prawosławnej. Główną relikwią cerkwi (i całej Rusi) była Włodzimierska Ikona Matki Bożej (przeniesiona w 1395 do Moskwy).
Pierwotna budowla z zewnątrz wyłożona była płytami marmurowymi, kopuła złocona, a miedziane dachy pokryte zostały ornamentami z kutego srebra. W 1161 wykonano wewnątrz freski. Wyposażenie liturgiczne składało się w większości z przedmiotów wykonanych z czystego srebra i złota. W Kijowie zamówiono także główne wrota, które miały być wykonane z czystego złota, jednak nie zostały one wykonane. Po pożarach lub grabieżach w latach 1185, 1238 i 1412 każdorazowo musiano całkowicie odtwarzać wyposażenie wnętrz. Obecnie istniejące, wiąże się z odrodzeniem znaczenia świątyni od 1645, kiedy to przekazano cerkwi relikwie świętego księcia Grzegorza, a w 1702 także książąt Andrzeja Bogolubskiego i jego syna Gleba. W latach 1768–1774 caryca Katarzyna II Wielka ufundowała nowy ikonostas oraz przebudowę wnętrza i ozdobienie go w stylu włoskiego baroku. Przy tej okazji usunięto większość starego (średniowiecznego) wystroju, a stare freski, w tym Rublowa, zamalowano i przykryto nowymi barokowymi. W XIX wieku wykonano srebrne zdobienia grobów władców i świętych.
- Sobór św. Dymitra Sołuńskiego (Димитриевский собор) zbudowano w latach 1194–1197 (czasami początek budowy podaje się na 1193, a Timofiejewa uważa na bazie letopisu, że sobór ukończono w 1191 r.[7]), z tego okresu pochodzi też bogaty zespół rzeźb pokrywających część zewnętrznych fasad świątyni[8]. Był on świątynią przypałacową, związaną z dworem książęcym[9]. Świątynia była obudowana od zewnątrz galeriami i schodami, których wiek zdaniem części badaczy jest identyczny z soborem[10], a według innych galerie powstały trochę później, po 1199 r[11]. Galerie te w latach 1837–1839 zostały zniszczone na polecenia cara Mikołaja I, by odsłonić pierwotny wygląd świątyni[12]. We wnętrzu soboru zachowały się resztki fresków przedstawiających sceny Sądu Ostatecznego z XII wieku[13].

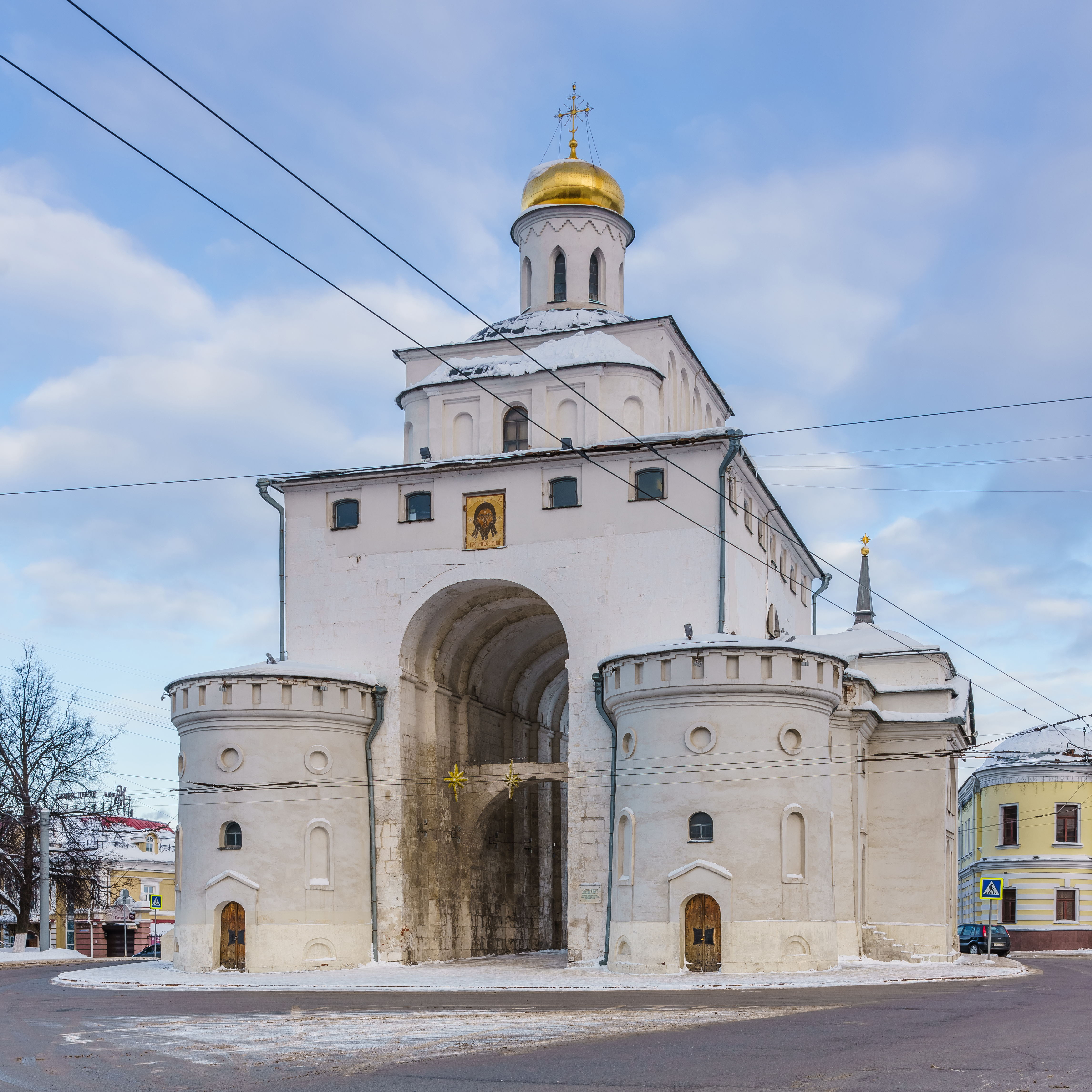
Złota Brama we Włodzimierzu

- Złota Brama – wieża bramna zbudowana w okresie 1158–1164[14], przebudowywana w wiekach: XVII i w XVIII, wskutek czego straciła wiele pierwotnych cech[15]. Pierwotnie była fragmentem fortyfikacji miejskich[15][14]. Na szczycie wieży wybudowano malutką cerkiew (będącą równowiekową z bramą), restaurowaną w r. 1469[15] oraz w latach 1691–1695 i całkowicie przebudowaną na przełomie XVIII/XIX w[14] (Kamszilin et al. podają, że na miejscu starej powstała wtedy nowa, ceglana[15]). Według Kamszilina et al. budowniczymi bramy byli mistrzowie włodzimierscy[16], jednak Zagrajewski dowodzi, iż mistrzów budowniczych przysłał cesarz Fryderyk I Barbarossa[14], przywołując też analogiczny sąd Tatiszczewa.
- Sobór Zaśnięcia Matki Bożej z XVI wieku w obrębie klasztoru Kniagini;
- Trzy cerkwie z XVIII wieku (Bogurodzicy, św. Nikity, św. Mikołaja);
- Cerkiew Św. Trójcy
- kilka cerkwi z XIX wieku i z tegoż wieku działający kościół katolicki;
- Sukiennice z okresu 1787–1790;
- 11 kilometrów od Włodzimierza znajduje się także jedna z najstarszych zachowanych cerkwi w Rosji, cerkiew Opieki Matki Bożej nad rzeką Nerl (Покрова на Нерли) z połowy XII wieku z bogatym wystrojem kamieniarskim zewnętrznych fasad.

W ZSRR zniszczono prawie wszystkie włodzimierskie cerkwie powstałe w XVII i XVIII wiekach (w nawiasie data zniszczenia):
- św. Mikołaja Złotobramnego (Николозлатовратская)z 1690 (1929);
- św. Paraskiewy (Пятницкая) z 1770 (lata 60. XX wieku);
- św. Jana Teologa (Богословская, Иоанна Богослова) z 1775 (zniszczona około 1927);
- św. św. Borysa i Gleba (Борисоглебская) z 1756 (lata 30. XX wieku);
- św. Sergiusza (Сергиевская) z 1779 (1929);
- Świętych Niewiast Niosących Wonności (Святых жен Мироносиц) z 1776 (1929);
- Kazańskiej Ikony Matki Bożej (Казанская) z 1782 (1970) – w cerkwi tej brał ślub Aleksandr Hercen;
- św. Eliasza (Ильинская) z XVIII wieku (1929);
- kaplica Wielkiego Księcia Włodzimierza z 1797 (1925);
- kościół protestancki z 1884 (lata 30. XX wieku).

Przede wszystkim jednak w 1930 zniszczono jeden z najstarszych w Rosji klasztorów, klasztor Narodzenia Matki Bożej (Богородице-Рождественский монастырь) z przełomu XII i XIII wieku, w tym cerkiew pod tym samym wezwaniem. Z klasztoru ocalał tylko mur okalający z XVIII wieku wraz z przybramną cerkiewką z XIX wieku. Nowa cerkiew na miejscu historycznego soboru Narodzenia Matki Bożej została wyświęcona w 2004 r. W klasztorze tym w 1263 pochowano jednego z najsłynniejszych książąt i wodzów wczesnej Rusi, Aleksandra Newskiego. Dopiero na rozkaz cara Piotra I w początku XVIII wieku przeniesiono jego szczątki do Petersburga.

## Włodzimierskie więzienie centralne
We Włodzimierzu mieści się największe więzienie Rosji Włodzimierskie więzienie centralne, założone w 1783 ukazem carycy Katarzyny II. Było miejscem uwięzienia wielu prominentnych osób, m.in. Delegata Rządu na Kraj Jana Stanisława Jankowskiego i archmandryty Klemensa Szeptyckiego.

## Miasta partnerskie
- Canterbury, Wielka Brytania
- Erlangen, Niemcy
- Bloomington-Normal, USA
- Ústí nad Labem, Czechy
- Gagra, Gruzja, Abchazja

Byłe miasta partnerskie:
- Siewierodonieck (współpraca zerwana ze względu na inwazję na Ukrainę)